# Nicolas Baudin Island
Nicolas Baudin Island är en ö i Australien. Den ligger i delstaten South Australia, omkring 460 kilometer nordväst om delstatshuvudstaden Adelaide. Arean är 0,19 kvadratkilometer. Den sträcker sig 0,4 kilometer i nord-sydlig riktning, och 0,7 kilometer i öst-västlig riktning.
Genomsnittlig årsnederbörd är 469 millimeter. Den regnigaste månaden är juni, med i genomsnitt 105 mm nederbörd, och den torraste är december, med 9 mm nederbörd.